# Batalla d'Alarcos
La batalla d'Alarcos tingué lloc a la vora del castell d'Alarcos (en àrab, al-Arak), en un turó al costat del riu Guadiana, a prop de Ciudad Real, el 19 de juliol de 1195, entre les tropes del Regne de Castella d'Alfons VIII de Castella i les de l'Imperi almohade d'Abu-Yússuf Yaqub al-Mansur, comandades per Abu-Yahya ibn Abi-Hafs. La batalla donà la victòria als almohades.

## Antecedents
El 1189 el califa almohade Abu-Yússuf Yaqub al-Mansur va tornar de Marràqueix per lluitar contra Sanç I de Portugal que havia capturat Alvor i apoderat de Silves amb l'ajuda de dos contingents diferents de croats en el seu camí a la tercera Croada per unir-se al setge d'Acre. El califa va recuperar la ciutat amb èxit en 1191 i va tornar a la seva capital. Es va produir un armistici entre els almohades i els reis cristians de Castella i Lleó. En acabar la treva, i havent rebut la notícia que Yaqub estava greument malalt a Marràqueix i que el seu germà Abu Yahya, governador d'Al-Andalus, havia travessat el Mediterrani per proclamar-se rei i fer-se càrrec de Marràqueix, Alfons VIII de Castella va decidir per atacar la regió de Sevilla el 1194. Una forta host de l'arquebisbe de Toledo Martín López de Pisuerga, que incloïa l'Orde de Calatrava, va saquejar la província. Després d'haver aixafat amb èxit les ambicions del seu germà, Yaqub al-Mansur no es va quedar amb més remei que dirigir una expedició contra els cristians, que ara estaven amenaçant la província del nord del seu imperi.

## Ordre de batalla
Les forces es va situar de manera regular. Els cristians disposaven dos regiments de cavalleria; en primera línia estava la cavalleria pesant, sota el comandament de Diego López II de Haro i amb les seves tropes, seguida després de la segona línia, en la qual es trobava el mateix Alfons VIII de Castella amb els cavallers dels ordes militars i la infanteria.
Per part de les tropes almohades, a l'avantguarda es trobaven la milícia de voluntaris benimerins, arquers i amazics, unitats lleugeres i amb molta maniobrabilitat. Immediatament després es trobava Abu-Yahya ibn Abi-Hafs, el comandant de l'exèrcit, amb els amazics hintata. En els flancs, la cavalleria lleugera equipada amb arcs, i en la rereguarda el mateix Abu-Yússuf Yaqub al-Mansur amb les millors tropes almohades i la seva guàrdia personal d'esclaus negres.

## Batalla
La càrrega de la cavalleria cristiana no es va fer esperar i, com es podia imaginar, va caure sobre l'àgil centre de l'avantguarda musulmana, que, després de rebre baixes, no va trigar a reagrupar-se per a tarncar la sortida al cavallers castellans. Fent ús de la seva cavalleria lleugera, els almohades van depassar a les tropes cristianes pels flancs i les va atacar per la rereguarda fent ús dels arcs i maniobres de desgast, amb la qual cosa el cercle s'havia tancat.
Els cavallers cristians es van trobar aviat travats en combat amb les tropes de Abu-Yahya i els hintata, més ben equipats que ells. Tot i la mort d'Abu-Yahya, l'exèrcit almohade no vacil·la i prossegueix amb l'atac. Com que els cavallers castellans no estaven preparats per a contrarestar aquella tàctica, no els va quedar altra opció més que fugir i van resultar estrepitosament derrotats. Diego López d'Haro queda envoltat en les muralles amb 5.000 homes, que al final han de rendir-se. Serà alliberat després de deixar alguns ostatges, però no la resta de la guarnició del castell.

## Conseqüències
Com a conseqüència de la victòria, els almohades es van ensenyorir de les terres llavors controlades per l'Orde de Calatrava i van arribar a assetjar Toledo, on es van refugiar els combatents cristians que havien sobreviscut a la batalla, però la victòria a la batalla de Las Navas de Tolosa va revertir la situació i posar la frontera del regne de Castella a Sierra Morena, sent repoblat el territori per les ordes militars.
En aquell temps el rei cristià va culpar al seu homòleg navarrès, Sanç VII de Navarra, d'arribar tard al combat, quan realment va ser el rei castellà qui va atacar sense esperar-lo. Tant va disgustar al castellà la discussió que immediatament es va originar un enfrontament entre el Regne de Castella i el Regne de Navarra que va afeblir a ambdues parts sense que en resultés un clar vencedor i això va permetre una pausa en la guerra contra l'exèrcit almohade d'uns disset anys.
En l'actualitat s'ha desenterrat el castell i s'està reconstruint l'antiga població d'Alarcos, d'origen ibèric, per a construir-hi un parc arqueològic.
Segons explica la llegenda, i tal com s'ha confirmat, els cristians van declarar la guerra als musulmans sense acabar de construir la muralla defensiva. Els musulmans, coneixent aquest fet, ho van aprofitar per a derrotar els cristians.